# الحيل في الشريعة
الحيل في الشريعة هي  ما يتوصل به إلى حالة ما خفية، أو ما يتوصل به إلى مقصود بطريق خفي، أي إما أن تصل إلى هدفك بطريقة جلية واضحة مكشوفة معلنة وإما أن تصل إلى هدفك بطريقة خفية.

## المعنى اللغوي
الحيلة اسم من الاحتيال، الاحتيال مصدر والحيلة اسم، كأن تقول: غِشٌ وغَشٌ. غِش هو المادة المضافة إلى المادة المغشوشة، أما الغش فآلية الإضافة، السِّتر الرداء الذي تستر نفسك به أما السَّتر فعملية إرخاء الستار، السَترُ والسِتر والغَشُ والغِش والشَقُ والشِق، أي حينما تعمل هكذا بالخشب مثلاً فهذه العملية تسمى الشَّق أما هذا فاسمه شِق، الاحتيال، الحيلة اسم من الاحتيال والاحتيال مصدر.
فالاحتيال والحَوَل والحيل والحَوْل والحيلة والحويل والمحالة والاحتيال والتحول والتحيل كل ذلك بمعنى واحد.

## أنواع الحيل
تنقسم الحيلة إلى نوعان، نوع يتوصل به إلى فعل ما أمر الله تعالى به، وترك ما نهى عنه، و التخلص من الحرام، و تخليص الحق من الظالم المانع له، و تخليص المظلوم من يد الظالم الباغي.
و نوع يتضمن إسقاط الواجبات، و تحليل المحرمات، و قلب المظلوم ظالما، و الظالم مظلوما، و الحق باطلا، و الباطل حقا.
مثال الحيل المشروعة: إذا كان لرجل على رجل ألف درهم، و في يده رهن هذا الألف، و خاف أن يقول: و له عندي رهن بالألف و هو كذا وكذا. فيقول الغريم: ماله على الألف التي يدعيها، و لا شيء منها، و هذا الذي ادعى أنه لي رهن في يده هو لي، كما قال، و لكنه ليس برهن، بل وديعة، أو عارية، فيأخذه منه، ويبطل حقه.
فالحيلة في أمنه من ذلك: أن يدعي بالألف، فيسأل الحاكم المطلوب عن المال، فإما أن يقر به، و إما أن ينكره، فإن أقر به و ادعى أن له رهنا لزمه المال و دفع الرهن إلى صاحبه، أو بيع في وفائه. و إن أنكره و قال: ليس له علي شيء، و لي عنده تلك العين: إما الدار و إما الدابة. فليقل صاحب الحق للقاضي: سله عن هذا الذي يدعي أنه في يده غير وجه الرهن حلف على إبطال دعواه، و كان صادقا، و إن ادعى أنه في يده على وجه الرهن، قال للقاضي: سله. على كم هو رهن؟ فإن أقره بقدر الحق اقر له بالعين، و طالب بحقه. و إن جحد بعضه حلف على نفي ما ادعاه، و كان صادقا.